# In Dreams (álbum)
In Dreams es el cuarto álbum de estudio del músico estadounidense Roy Orbison, publicado por la compañía discográfica Monument Records en julio de 1963. El álbum, grabado en los estudios de Monument en Hendersonville (Tennessee), incluyó la canción «In Dreams», incluida en la lista de las 500 mejores canciones de todos los tiempos según la revista Rolling Stone. In Dreams alcanzó el puesto 35 en la lista estadounidense Billboard 200, mientras que los sencillos «In Dreams» y «Blue Bayou» llegaron a los puestos 7 y 29 respectivamente.

## Lista de canciones
Cara A
1. "In Dreams" (Orbison) - 2:50
2. "Lonely Wine" (Roy Wells) - 2:54
3. "Shahdaroba" (Cindy Walker) - 2:40
4. "No One Will Ever Know" (Mel Foree, Fred Rose) - 2:30
5. "Sunset" (Orbison, Joe Melson) - 2:30
6. "House Without Windows" (Fred Tobias, Lee Pockriss) - 2:20

Cara B
1. "Dream" (Johnny Mercer) - 2:13
2. "Blue Bayou" (Orbison, Joe Melson) - 2:30
3. "(They Call You) Gigolette" (Orbison, Joe Melson) - 2:36
4. "All I Have To Do Is Dream" (Boudleaux Bryant) - 2:24
5. "Beautiful Dreamer" (Stephen Foster) - 2:20
6. "My Prayer" (Jimmy Kennedy, Georges Boulanger) - 2:44

## Posición en listas
Álbum
| País           | Lista         | Posición |
| -------------- | ------------- | -------- |
| Estados Unidos | Billboard 200 | 35       |

Sencillos
| Sencillo     | País           | Lista             | Posición |
| ------------ | -------------- | ----------------- | -------- |
| «In Dreams»  | Estados Unidos | Billboard Hot 100 | 7        |
| «In Dreams»  | Reino Unido    | UK Singles Chart  | 6        |
| «Blue Bayou» | Estados Unidos | Billboard Hot 100 | 29       |
| «Blue Bayou» | Estados Unidos | R&B Singles       | 26       |
| «Blue Bayou» | Reino Unido    | UK Singles Chart  | 3        |